# (2278) Götz
(2278) Götz es un asteroide perteneciente al cinturón de asteroides descubierto por Karl Wilhelm Reinmuth el 7 de abril de 1953 desde el Observatorio de Heidelberg-Königstuhl, Alemania.

## Designación y nombre
Götz fue designado inicialmente como 1953 GE.
Posteriormente, en 1991, se nombró en honor del astrónomo alemán Paul Götz (1883-1962).

## Características orbitales
Götz órbita a una distancia media del Sol de 2,453 ua, pudiendo acercarse hasta 2,089 ua y alejarse hasta 2,817 ua. Su inclinación orbital es 4,203 grados y la excentricidad 0,1486. Emplea en completar una órbita alrededor del Sol 1403 días.

## Características físicas
La magnitud absoluta de Götz es 13,5. Está asignado al tipo espectral FC de la clasificación Tholen.